# Misao Tamai
Misao Tamai (玉井 操, Tamai Misao, Hyogo, 16 december 1903 – Kobe, 23 december 1978) was een Japans voetballer die als aanvaller speelde.

## Japans voetbalelftal
Misao Tamai maakte op 27 augustus 1927 zijn debuut in het Japans voetbalelftal tijdens een Spelen van het Verre Oosten tegen China. Misao Tamai debuteerde in 1927 in het Japans nationaal elftal en speelde 2 interlands, waarin hij 1 keer scoorde.

## Statistieken
| Japans voetbalelftal | Japans voetbalelftal | Japans voetbalelftal |
| Jaar                 | Wed.                 | Dlp.                 |
| -------------------- | -------------------- | -------------------- |
| 1927                 | 2                    | 1                    |
| Totaal               | 2                    | 1                    |